# Walter Rhaue
Walter Rhaue (* 6. Juli 1885 in Neue Welt bei Brieg; † 13. September 1959 in Görlitz) war ein deutscher Maler und kunsthandwerklicher Töpfer in der Lausitz.

## Leben und Werk
Rhaue war der Sohn eines Försters und sollte diesen Beruf ebenfalls ergreifen. Da er das nicht wollte, ging er nach eineinhalb Jahren Lehrzeit als Jungförster zu seinem Onkel, der in Breslau eine Malerwerkstatt betrieb, und absolvierte bis 1904 eine vierjährige Lehre als Dekorationsmaler. Dann ging er auf Anforderung des Kustos eines Breslauer Museums mit weiteren drei Gesellen nach Klitten, um an der Restaurierung der evangelischen Klittener Kirche mitzuwirken. Von da begab er sich nach Muskau und arbeitete mit sechs weiteren Malern und Vergoldern an der Restaurierung der Jakobskirche. Dann ging er mit sechzehn ersparten Goldstücken zum Studium an die Königliche Kunst- und Gewerbeschule Breslau, die spätere Akademie für Kunst und Kunstgewerbe. Er bestand die Aufnahmeprüfung und begann in der untersten Fachklasse Schriftzeichen zu malen und Gefäße abzumalen. Da ihm das zu langweilig war, bat er Hans Rossmann, ihn in seine Klasse für Dekoratives Zeichnen und Malen aufzunehmen, was ihm auch gelang. Rossmann hatte dann vor, ihn zu seinem Assistenten zu machen, aber Rhaue unterbrach das Studium und leistete freiwillig Wehrdienst. Ab dem Wintersemester 1907 setzte er das Studium mit einem Staatsstipendium von etwa 4000 Mark für vier Semester fort. In den Sommerferien ging er zu Joseph Langer, der u. a. in Liebenau im Kreis Münsterberg die Kirche ausmalte, und lernte die Besonderheiten der Kirchenmalerei.
In Liebenau lernte Rhaue seine spätere Ehefrau kennen. Die Trauung fand in der Liebenauer Kirche statt. Aus der Ehe ging eine Tochter und der Sohn Wolf hervor. Noch als Student nahm Rhaue in Breslau seine erste Wohnung. Er verließ gegen den Widerstand Rossmanns die Schule und malte in Schrepau bei Glogau die Kirche aus.
1911 zog er mit seiner Familie nach Görlitz, von wo aus er in der Folgezeit allein in der Oberlausitz etwa 20 Kirchen und Kapellen ausmalte oder restaurierte. Rhaue musste dann als Soldat am Ersten Weltkrieg teilnehmen, wobei er den Rang eines Wachtmeisters erreichte. Aus dem Krieg brachte er prähistorische Funde mit, die er ausgegraben hatte.
Nach Kriegsende studierte Rhaue mit einem Stipendium von 1918 bis 1919 wieder an der Akademie für Kunst und Kunstgewerbe Breslau Porträtmalerei bei Fryderyk Pautsch. Als er sich vor Weihnachten 1919 in Görlitz eine Ausstellung des Christlichen Vereins Junger Männer, unter anderem mit Töpferei-Erzeugnissen von Paul Jürgel aus Nieder Bielau angesehen hatte, beschloss er Töpfer zu werden. Er ging sechs Monate zu Jürgel in die Lehre und arbeitete dann in Seidenberg bei einem Töpfermeister.
Im Görlitzer Vorort Rauschwalde machte er sich 1921 auf dem Gelände einer Ofenfabrik mit der „Walter Rhaue – Oberlausitzer Kunsttöpferei Kommanditgesellschaft“ selbständig. Der Betrieb fertigte vor allem Arbeiten mit Fayencen und Engobe-Malerei. Museen, u. a. in Breslau, Dresden, Görlitz, Leipzig und Liegnitz, wurden auf ihn aufmerksam und erwarben seine Arbeiten. Rhaue stellte auch in Berlin im Schloss Bellevue aus. Als 1922 in Leipzig die erste Grassi-Messe stattfand gehörte er zu den Ausstellern. Er war einer der ersten, die das Gütezeichen des Deutschen Kunsthandwerks erhielten.
Neben der Töpferei übernahm Rhaue weiter Aufträge zur Ausmalung von Kirchen. Der Dehio nennt die Evangelische Pfarrkirche Buchholz (1927/1928; Restaurierung), die Erlöserkirche in Kunnerwitz (1939; ornamentale Malereien an den Emporenbrüstungen und Mittelschiffswänden) und die Michaeliskirche in Markersdorf (1923; Chor- und Apsismalereien mit Engelsfiguren und floraler Ornamentik). Außerdem betätigte er sich auch intensiv als Maler von Ölbildern und Aquarellen und beteiligte sich an Ausstellungen, unter anderem mit Künstlern wie Walter Deckwarth, Fritz Neumann-Hegenberg, Suse von Hoerner Heintze und Willy Schmidt im Bankettsaal der Stadthalle Görlitz.
Als 1927 sein Betrieb, wie auch die Ofenfabrik, zusammengebrochen war, zog Rhaue in die heutige Kastanienalle 5 in Görlitz-Biesnitz um und arbeitete dort. Er profilierte sich zu einem der bedeutendsten Kunsthandwerker und war ab 1924 ständig auf der Grassimesse im Leipziger Grassimuseum mit Arbeiten vertreten, die für sein Schaffen typische Gefäßformen, Dekorations- und Glasurtechniken haben. Neben Schmuck- und gebrauchskeramischen Gefäßen und Figuren schuf Rhaue Kacheln, Kachelöfen, figürliche keramische Plastiken und architekturbezogene keramische Werke. Bis 1932 exportierte Rhaue fröhlich bunte Fayenceobjekte in die USA, insbesondere für das renommierte Einrichtungshaus Pitt Petri in Buffalo.
Unter den Mitarbeiterinnen und Mitarbeiter Rhaues waren Dorothea Köppen, Nanette Lehmann, Hildegard Storr-Britz (1915–1982) und Theodor Wüsten. Rhaue bildete auch Lehrlinge aus, so von 1922 bis 1925 Rolf Weber (1907–1985), später einer der bekanntesten Keramiker Deutschlands.
Rhaue war Mitglied des Jakob-Böhme-Bunds, von dem er in jungen Jahren Unterstützung erhalten hatte.
Er wurde auf dem Friedhof an der Kunnerwitzer Kirche beigesetzt.
Die Werkstatt Rhaues wurde nach Rhaues Tod bis zur Betriebsaufgabe von Nils Fritsche, einem seiner Enkel, weitergeführt.

## Weitere Ehrungen
- 1937: Bronzemedaille auf der internationalen Ausstellung in Berlin
- 1941: Ehrenpreis für Kunsthandwerk Breslau

## Museen und öffentliche Sammlungen mit Werken Rhaues (unvollständig)
- Bautzen: Museum Bautzen
- Berlin: Keramik-Museum Berlin
- Dresden: Kunstgewerbemuseum[4][5]
- Dresden: Museum für Sächsische Volkskunst[4]
- Görlitz: Kulturhistorisches Museum Görlitz[6]
- Leipzig: Grassi Museum für Angewandte Kunst
- Zittau: Städtische Museen Zittau

## Ausstellungen (unvollständig)

### Einzelausstellungen
- 1950: Bautzen, Städtische Kunstsammlung
- 1955: Görlitz, Kaisertrutz (Zum 70. Geburtstag)

#### Postum
- 2009: Görlitz, Barockhaus Neißstraße 30[7]
- 2014/2015: Reichenbach, Ackerbürgermuseum Reichenbach („Walter Rhaue. Ein berühmter Görlitzer“)[8]

### Gruppenausstellungen
- 1939: Berlin, Haus der Kunst („Schlesische Kunstausstellung. Sonderschau Kunsthandwerk“)

#### Postum
- 2013/2014: Berlin, Keramikmuseum („Oberlausitzer Kunsttöpferei“)[9]
- 2018: Görlitz, Kulturhistorisches Museum („Unerhört! Expressionismus in Görlitz“)[10]